# Гюттер (Айдахо)
Гюттер (англ. Huetter) — місто в окрузі Кутенай, штат Айдахо, США. Згідно з переписом 2010 року населення становило 100 осіб, що на 4 особи більше, ніж 2000 року.

## Географія
Гюттер розташований за координатами 47°42′13″ пн. ш. 116°51′0″ зх. д. / 47.70361° пн. ш. 116.85000° зх. д. (47.703542, -116.850137).  За даними Бюро перепису населення США в 2010 році місто мало площу 0,08 км², уся площа — суходіл. В 2017 році площа становила 0,12 км², уся площа — суходіл.

## Демографія

### Перепис 2010 року
За даними перепису 2010 року, у місті проживало 100 осіб у 42 домогосподарствах у складі 22 родин. Густота населення становила 1287,0 ос./км². Було 48 помешкань, середня густота яких становила 617,8/км². Расовий склад міста: 88,0% білих, 1,0% афроамериканців, 3,0% індіанців, 1,0% азіатів, and 7,0% людей, які зараховують себе до двох або більше рас. Іспанці та латиноамериканці незалежно від раси становили 7,0% населення.
Із 42 домогосподарств 26,2% мали дітей віком до 18 років, які жили з батьками; 28,6% були подружжями, які жили разом; 14,3% мали господиню без чоловіка; 9,5% мали господаря без дружини і 47,6% не були родинами. 38,1% домогосподарств складалися з однієї особи. У середньому на домогосподарство припадало 2,14 мешканця, а середній розмір родини становив 2,55 особи.
Середній вік жителів міста становив 39,5 року. Із них 14% були віком до 18 років; 8% — від 18 до 24; 38% від 25 до 44; 32% від 45 до 64 і 8% — 65 років або старші. Статевий склад населення: 55,0% — чоловіки і 45,0% — жінки.
Середній дохід на одне домашнє господарство  становив 31 146 доларів США (медіана — 28 750), а середній дохід на одну сім'ю — 36 964 долари (медіана — 38 125). Медіана доходів становила 25 938 доларів для чоловіків та 25 833 долари для жінок. За межею бідності перебувало 37,3 % осіб, у тому числі 50,0 % дітей у віці до 18 років та 14,3 % осіб у віці 65 років та старших.
Цивільне працевлаштоване населення становило 31 осіб. Основні галузі зайнятості: освіта, охорона здоров'я та соціальна допомога — 35,5 %, мистецтво, розваги та відпочинок — 22,6 %, роздрібна торгівля — 9,7 %, публічна адміністрація — 9,7 %.

### Перепис 2000 року
За даними перепису 2000 року, у місті проживало 96 осіб у 37 домогосподарствах у складі 21 родин. Густота населення становила 3 706,6 ос./км². Було 39 помешкань, середня густота яких становила 1 505,8/км². Расовий склад міста: 87,50% білих, 2,08% індіанців, 3,12% інших рас і 7,29% людей, які зараховують себе до двох або більше рас. Іспанці та латиноамериканці незалежно від раси становили 3,12% населення.
Із 37 домогосподарств 29,7% мали дітей віком до 18 років, які жили з батьками; 35,1% були подружжями, які жили разом; 8,1% мали господиню без чоловіка, і 43,2% не були родинами. 27,0% домогосподарств складалися з однієї особи, у тому числі 5,4% віком 65 і більше років. У середньому на домогосподарство припадало 2,59 мешканця, а середній розмір родини становив 2,62 особи.
Віковий склад населення: 19,8% віком до 18 років, 21,9% від 18 до 24, 34,4% від 25 до 44, 17,7% від 45 до 64 і 6,3% років і старші. Середній вік жителів — 30 року. Статевий склад населення: 57,3 % — чоловіки і 42,7 % — жінки.
Середній дохід домогосподарств у місті становив $21 250, родин — $22 083. Середній дохід чоловіків становив $28 750 проти $51 250 у жінок. Дохід на душу населення в місті був $9 121. 23,8% родин і 30,9% населення перебували за межею бідності, включаючи 36,8% віком до 18 років none від 65 і старших.